# گمینا خمیلنگک (استان پودکارپاتسکیه)
گمینا خمیلنگک (استان پودکارپاتسکیه) (به لهستانی:  Gmina Chmielnik) یک گمینا در لهستان است که در شهرستان ژشوف واقع شده‌است. گمینا خمیلنگک ۵۲٫۸۷ کیلومتر مربع مساحت و ۶٬۳۹۱ نفر جمعیت دارد.